# Thomashuxleya
Thomashuxleya es un género extinto de mamífero placentario del orden Notoungulata, suborden Toxodonta que vivió durante el Eoceno (hace 54-38 millones de años). Recibió el nombre del famoso biólogo del siglo XIX Thomas Huxley. 

## Características
El Thomashuxleya, de 1,30 m, era un animal poco especializado, siendo difícil situarlo en un nicho ecológico. Tenía un gran cráneo, con 44 dientes en las mandíbulas. Sus colmillos  eran grandes y probablemente los utilizara para excavar la tierra y alimentarse de raíces.  Sus extremidades fuertes y largas sugieren que debía ser un animal bastante veloz. Sus restos fosilizados se han encontrado en Argentina. 
Existe un esqueleto casi completo de esta especie que se encuentra en exposición en el Museo Americano de Historia Natural de Nueva York, que fuera encontrado durante las expediciones "Scarrit" que el mismo museo organizó en Patagonia, Argentina, y que fueron lideradas por el paleontólogo George Gaylord Simpson.